# روستيم موخاميتشين
روستيم موخاميتشين (بالروسية: Мухаметшин, Рустем Наилевич)‏ (2 أبريل 1984 بقازان في روسيا - ) هو لاعب كرة قدم روسي في مركز الوسط. لعب مع نادي توسنو وFC SOYUZ-Gazprom Izhevsk ‏ وFC Rubin-2 Kazan ‏ ونادي موردوفيا سارانسك.

## روابط خارجية
- روستيم موخاميتشين على موقع قاعدة بيانات كرة القدم.إي يو (الإنجليزية)
- روستيم موخاميتشين على موقع Soccerway.com (الإنجليزية)